# Felicia Farr
Felicia Farr, właśc. Olive Dines (ur. 4 października 1932 w Westchester County) – amerykańska aktorka i modelka.

## Kariera
Felicia Farr debiutowała na ekranie w 1954, kiedy to podpisała kontrakt z wytwórnią Columbia Pictures. To właśnie w latach 50. odniosła swoje największe sukcesy, grając kolejno w trzech westernach Delmera Davesa: Ostatni wóz (1956), Ranczo w dolinie (1956) i 15:10 do Yumy (1957). W późniejszych latach ograniczyła swoje występy, a od końca lat 80. nie występuje praktycznie w ogóle.

## Życie prywatne
W 1949 wyszła za mąż za Lee Farra, z którym rozwiodła się w 1955. Urodziła córkę Denise, która od 1979 jest żoną aktora Dona Gordona. W 1957 na planie filmu Kowboj poznała Jacka Lemmona, którego poślubiła w sierpniu 1962 w Paryżu. Świadkami na ich ślubie byli reżyser Billy Wilder oraz aktor i reżyser Richard Quine. W 1966 urodziła się ich jedyna córka Courtney, której ojcem chrzestnym został Billy Wilder. W czerwcu 2001 została wdową, kiedy to Lemmon zmarł na raka.

## Filmografia
- Pierwszy Teksańczyk (1955) jako Katherine Delaney
- Ostatni wóz (1956) jako Jenny
- Ranczo w dolinie (1956) jako Naomi Hoktor
- 15:10 do Yumy (1957) jako Emmy
- Bonanza (1959–1973; serial TV) jako Marie DeMarigny (gościnnie w odc. 120. z 1963)
- Pocałuj mnie, głuptasie (1964) jako Zelda Spooner

Prawo Burke’a jako Whitney Kelly (1964)
- Kotch (1971) jako Wilma Kotcher
- Charley Varrick (1973) jako Sybil Fort
- Takie jest życie (1986) jako madame Carrie
- Gracz (1992) – w roli samej siebie